# Comuna de Sztabin
Sztabin (polaco: Gmina Sztabin) é uma gminy (comuna) na Polónia, na voivodia de Podláquia e no condado de Augustów. A sede do condado é a cidade de Sztabin.
De acordo com os censos de 2004, a comuna tem 5503 habitantes, com uma densidade 15,2 hab/km².

## Área
Estende-se por uma área de 361,8 km², incluindo:
- área agrícola: 47%
- área florestal: 40%

## Demografia
Dados de 30 de Junho 2004:
|                      | Total   | Total | Mulheres | Mulheres | Homens  | Homens |
| -------------------- | ------- | ----- | -------- | -------- | ------- | ------ |
|                      | pessoas | %     | pessoas  | %        | pessoas | %      |
| População            | 5503    | 100   | 2646     | 48,1     | 2857    | 51,9   |
| Densidade (pop./km²) | 15,2    | 100   | 7,3      | 7,3      | 7,9     | 7,9    |

De acordo com dados de 2002, o rendimento médio per capita ascendia a 1297,71 zł.

## Comunas vizinhas
- Augustów, Bargłów Kościelny, Dąbrowa Białostocka, Goniądz, Jaświły, Lipsk, Płaska, Suchowola